# Pantea Rahmani
Pantea Rahmani (en persan : پانته آ رحمانی) est une artiste peintre contemporaine iranienne, née le 10 septembre 1971 à Téhéran. 
Elle suit des études à la faculté d'arts plastiques de Téhéran, au cours desquelles elle présente un intérêt marqué pour la peinture et le portrait. Fortement inspirée à ses débuts par Balthus, Giacometti, et Modigliani, elle s'intéresse également à Mark Rothko. Sa peinture traduit sa grande fascination pour les tons gris qu'elle utilise pour les personnages figurant dans des espaces vides constituant l'essentiel de son œuvre.
Elle expose depuis plusieurs années dans le monde entier.